# Mysmenopsis gamboa
Espèce
Mysmenopsis gamboa est une espèce d'araignées aranéomorphes de la famille des Mysmenidae.

## Distribution
Cette espèce est endémique du Panama.

## Description
Le mâle holotype mesure 1,28 mm et la femelle paratype 1,44 mm.

## Étymologie
Son nom d'espèce lui a été donné en référence au lieu de sa découverte, Gamboa.

## Publication originale
- Platnick & Shadab, 1978 : A review of the spider genus Mysmenopsis (Araneae, Mysmenidae). American Museum Novitates, no 2661, p. 1-22 (texte intégral).